# كوم الدكة

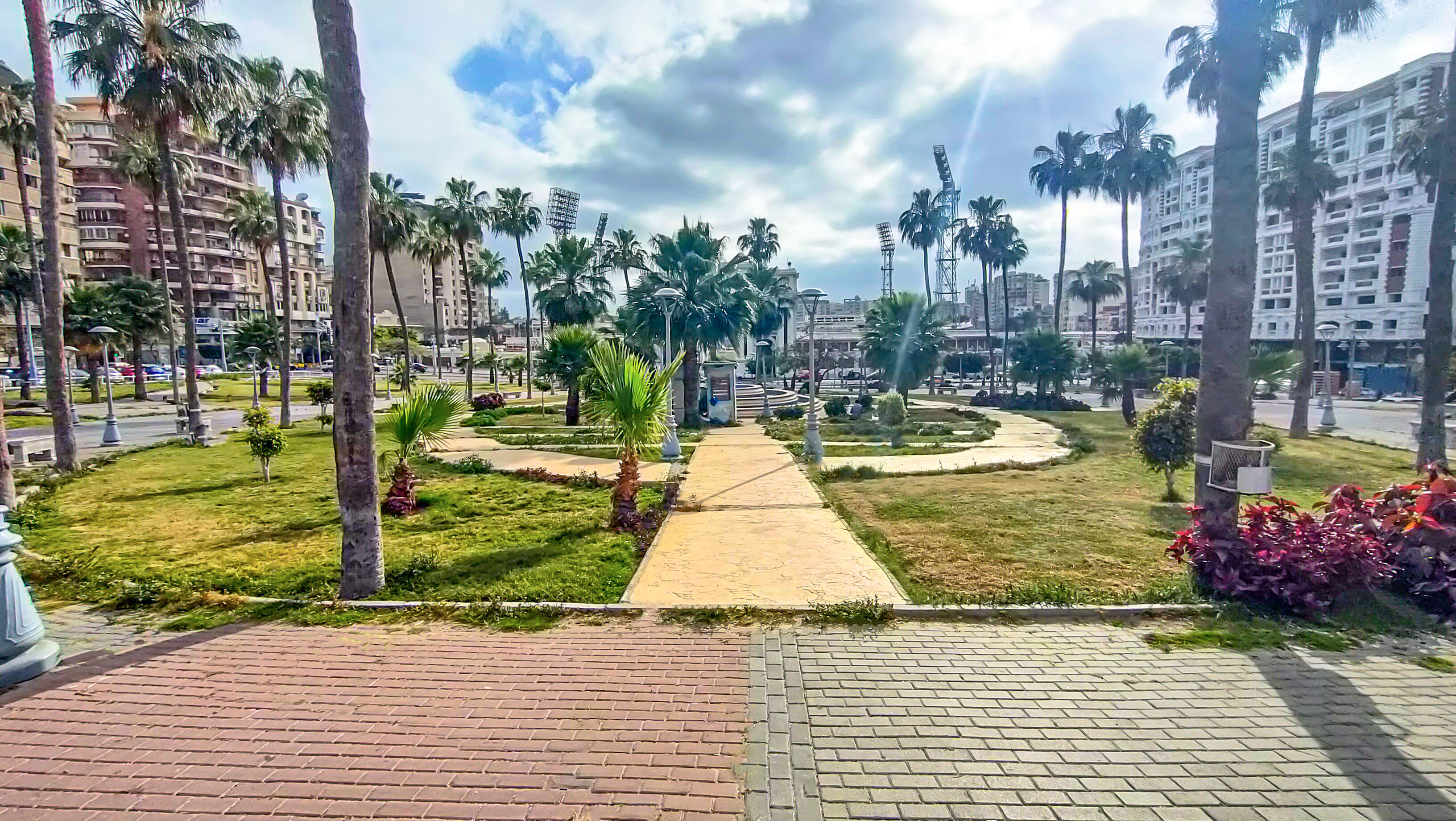
حديقة الإسعاف

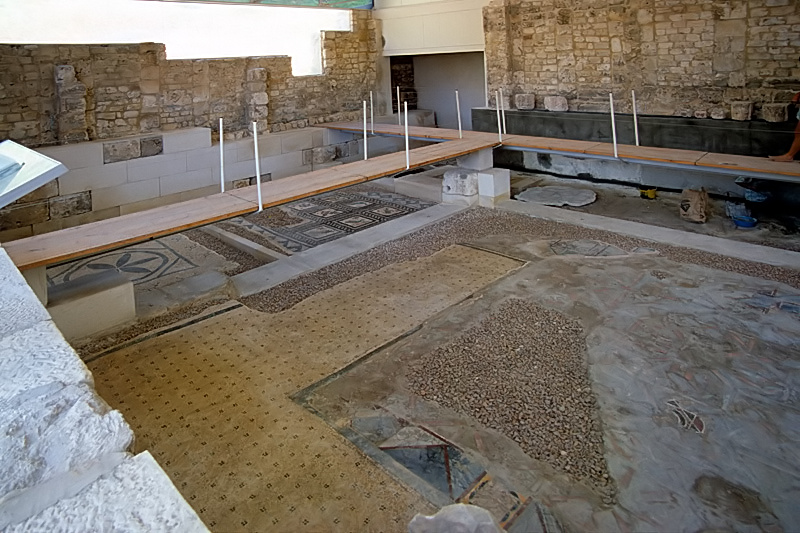

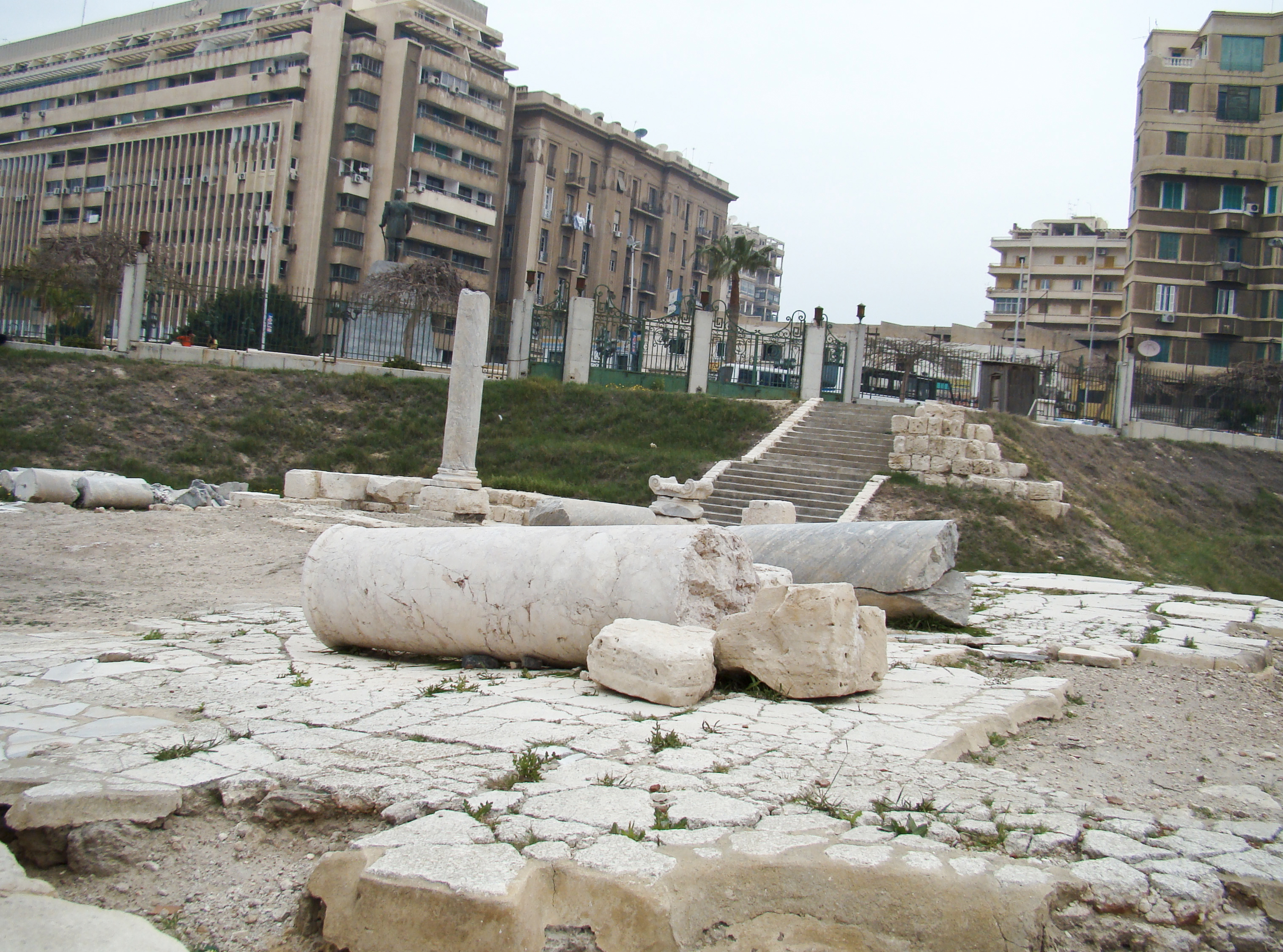

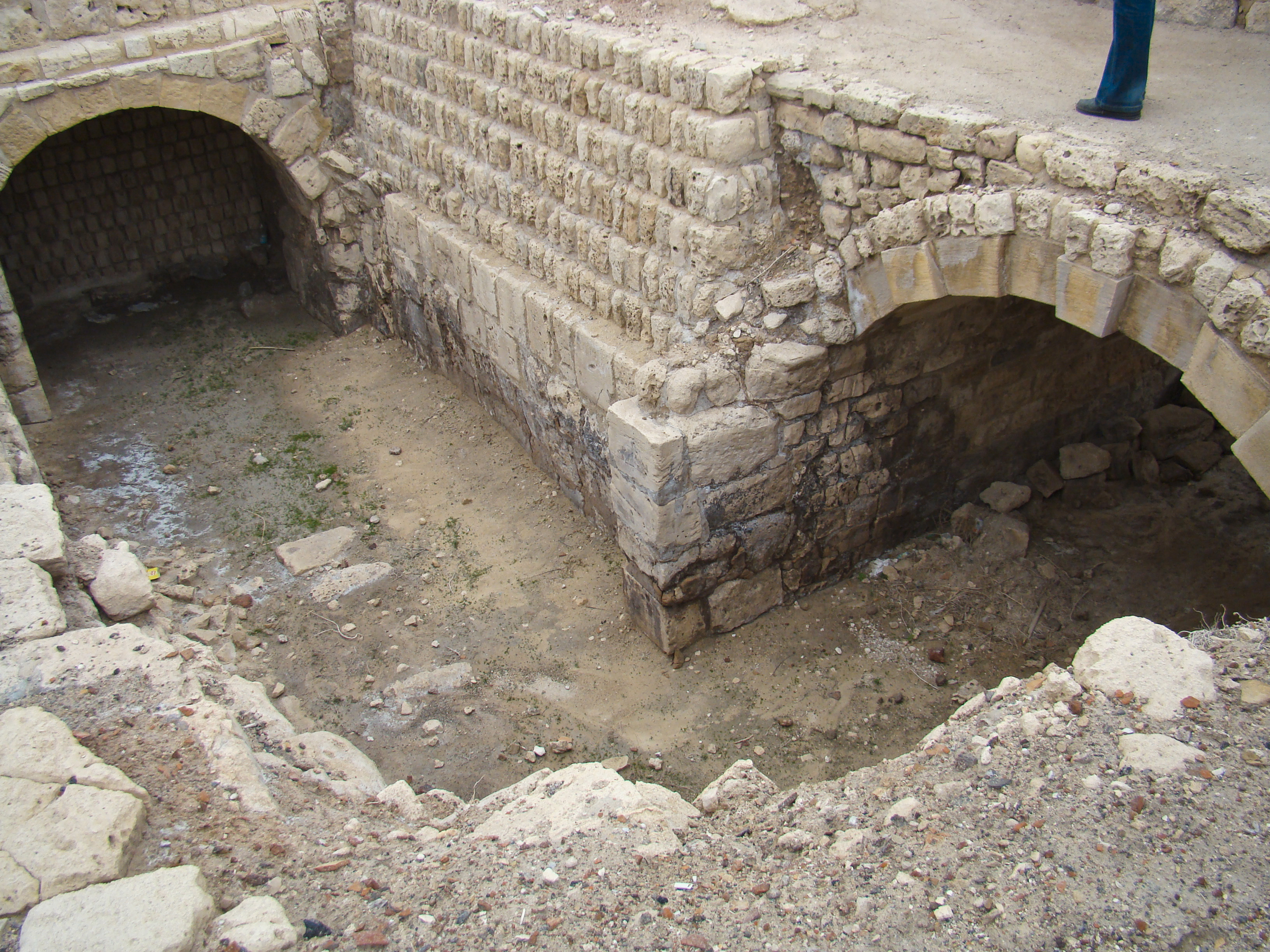
أنفاق تسخين الحمام الروماني

كوم الدكة هي إحدى مناطق الإسكندرية التاريخية وتتبع حاليا حي وسط الإسكندرية، تعلو تلا يرتفع عن منسوب البحر نحو ثمانية إلى عشرة أمتار، في منطقة متوسطة بين المناطق السياحية الاثرية والمحاور التجارية لوسط المدينة، وهو تل صناعي تكون من ردم المباني التي تهدمت وتراكمت فوق بعضها ويعتبر هذا الحي العتيق بؤرة المنطقة الأثرية في الإسكندرية ولا يزال إلي اليوم مليئا بالحفريات والآثار وربما يكون من بينها قبر الاسكندر الأكبر نفسه كما استعملت المنطقة كمقبرة في العصر اليوناني والروماني وعصر المماليك.

## التسمية
عرفت المنطقة قديما باكروبوليس أي المكان المرتفع عن المدينة الذي أقيم عليه المعابد والمبانى الدينية وذلك أسوة ببلاد اليونان التي كان بها الاكروبول. ويرجع اطلاق اسم كوم الدكة علي هذه المنطقة الي القرن التاسع عشر عندما مر عليها المؤرخ النويري السكندري وشاهد هذا التل الترابي المرتفع والذي يشبه (الدكة) والناتج عن أعمال حفر ترعة المحمودية في عصر محمد علي حيث تكون هذا التل الترابي من اكوام التراب المدكوك.

### الأسطورة القديمة
انتشرت بين أهالى الإسكندرية القدامى أسطورة في غاية الغرابة، حول حى كوم الدكة، أحد أشهر أحياء الإسكندرية، تقول إن الإسكندر الأكبر كان يجلس على أريكة «دكة بالعامية» مصنوعة من الذهب ومطعمة بالماس والياقوت والجواهر النفيسة. وعندما قرر القيام بحملة من حملاته العسكرية إلى خارج البلاد خشى على الأريكة من السرقة، فجاء بأحد المهندسين وكلفه ببناء غرفة تحت الأرض وضع فيها الأريكة ثم قام بقتل المهندس الذي يعرف السر، حتى لا يكون هناك من يعرف مكان الأريكة غيره، وأمر بردم المكان كله دون أن يضع فيه ما يشير إلى مكان الأريكة النفيسة المدفونة. ولم يعد الإسكندر الأكبر إلى الإسكندرية. مات في تلك الغزوة التي كانت آخر غزواته، وظل مكان الأريكة مجهولاً، لكنه اشتهر باسم «كوم الدكة».

## تخطيط الحي
يتوسط حي “كوم الدكة” الإسكندرية فيقسمها إلى قسمين، أحدهما يضم أحياء منطقة وسط البلد الراقية، بينما يضم القسم الثاني أحياء المدينة القديمة.
ويتميز حي “كوم الدكة” بأنه مقام على ربوة عالية، ترتفع عن الشوارع التي تحدها من الجهات الأربع بنحو 60 متراً تقريباً، وهو ما يؤكد العديد من الدراسات الآثارية التي تقول إن الحي على صورته الحالية يقبع فوق كنز من الآثار التي يرجع بعضها إلى العصور الفرعونية وبعضها الآخر إلى عصور اليونان والرومان، فيما تؤكد دراسات أخرى أنه ينتصب فوق واحدة من أهم القلاع القديمة.
يذهب كثير من مؤرخي الإسكندرية في عصرها الحديث إلى القول، إن منطقة “كوم الدكة” بنيت على صورتها الحالية قبل مئات السنين على أنقاض منطقة تضم قبور عدد من الملوك القدامى، بل إن بعضهم يذهب إلى القول إن المنطقة تضم بين ما تضم المقبرة التي دفن فيها الإسكندر الأكبر “المقدوني” مؤسس الإسكندرية في عهد البطالمة الأول.

## تاريخ الحي

### عصر البطالمة
عند دخول الاسكندر الأكبر إلى مصر واتجه إلى موقع مدينة الإسكندرية الحالي كانت توجد بهذه المنطقة قرية صغيرة تسمى راكتوس أو راقودة وهي منطقة كوم الدكة الحالية وكانت هذه القرية هي نواة مدينة الإسكندرية.
بعد وفاة الاسكندر الأكبر كان البطالمة حريصين على تقسيم المدينة إلى ثلاث أحياء أو أقسام:
- يوناني (حي بروشوم).
- مصري (حي راكتوس والمعروف الآن بكوم الدكة)
- يهودي (في المنطقة الشرقية من المدينة).

### العصر الحديث
في عصر محمد على أُعيد تخطيط الإسكندرية وأصبح حى كوم الدكة في مركز الدائرة، وتقود شوارعه الضيقة، الصاعدة الهابطة، إلى مختلف أرجاء المدينة: إلى الميناء الشرقي والبحر، وإلى محطة القطارات الرئيسية، وأحياء الرمل والمنشية والحى اللاتينى و«محرم بك» والوسط التجاري والجامعى في الإسكندرية. ومع مرور الأيام تحول حى كوم الدكة إلى منطقة تقطنها أغلبية شعبية تضم الحرفيين وأصحاب المهن البسيطة والعاملين في قصور الأغنياء في الأحياء المحيطة.
وفي زمن الاحتلال البريطاني كان جنود الاحتلال يخشون الاقتراب من ذلك الحى «الذي تتجسد فيه القضية الوطنية واقعًا ساخنًا تعجز ألاعيب السياسة عن تبريره»، فكان الداخل إليه منهم مفقودًا، والخارج منه مولودًا. وكان أهالى الحى يتجمعون كل مساء، بعد فراغهم من أعمالهم، في مقهى صغير، وكان أكثر ما يشغل عقولهم شئون السياسة وما ينتاب مصر من شرور على يد المستعمرين والتابعين لهم من كبار الملاك والتجار وأصحاب التوكيلات الأجنبية والنفوذ المستمد من الاحتلال البريطانى.

## آثار كوم الدكة
تزخر منطقة كوم الدكة بالعديد من آثار الإسكندرية القديمة

### المسرح الروماني

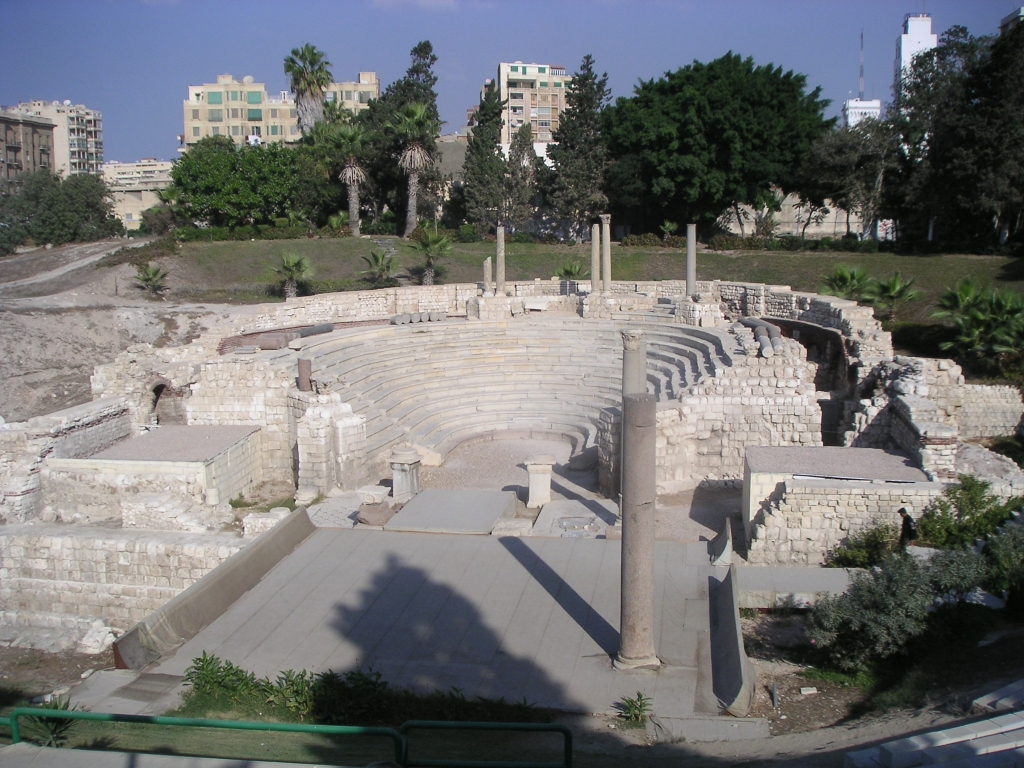
المسرح الروماني بالإسكندرية

المسرح الروماني هو أحد آثار العصر الروماني وقد تمت إقامته في بداية القرن الرابع الميلادي. وهو المسرح الروماني الوحيد في مصر.
اكتشف هذا المبنى بالصدفة، أثناء إزالة التراب للبحث عن مقبرة الإسكندر الأكبر بواسطة البعثة البولندية في عام 1960. أطلق عليه الأثريون اسم المسرح الرومانى عند اكتشاف الدرجات الرخامية، ولكن ثار جدل كبير حول وظيفة هذا المبنى الأثرى. وقد استغرق التنقيب عنه حوالي 30 سنة.
واصلت البعثة البولندية بحثها بالاشتراك مع جامعة الإسكندرية إلى أن تم اكتشاف بعض قاعات للدراسة بجوار هذا المدرج في شهر فبراير 2004، وهذا سوف يغير الاتجاه القائل بأن المدرج الرومانى هو مسرح؛ فهذا المدرج من الممكن أنه كان يستخدم كقاعة محاضرات كبيرة للطلاب، وفي الاحتفالات استخدم كمسرح.

### فيلا الطيور
فيلا الطيور هي المتحف المفتوح الوحيد للفسيفساء في مصر، تعود الفيلا إلى القرن الأول الميلادي تقريبًا عصر الإمبراطور هادريان (117-138م) وظل هذا المنزل مستخدمًا حتي العصر البيزنطي من الفترة 450م حتي 550م.

## أعلامها
- فؤاد دوارة، (15 نوفمبر 1928 - 1 مارس 1996) ناقد مسرحي.